# Polaciones
Polaciones è un comune spagnolo di 263 abitanti situato nella comunità autonoma della Cantabria, comarca Saja-Nansa.
Il comune, uno dei meno popolati della Cantabria, si trova nella parte sud-occidentale della regione nella valle glaciale del fiume Nansa in una zona morenica aspra e montuosa contornata dalle Sierras de Peña Sagra  e de Peña Cabra e di El Correl, tutti monti con cime che superano i 2000 metri. Il territorio montano è coperto da boschi vergini dove si possono incontrare lupi, cervi e capre montane e quindi luogo ideale per conoscere l'ambiente naturale allo stato primitivo senza grandi contaminazioni umane. 
Il comune è composto da ben dodici nuclei ciascuno di pochi abitanti, fra i quali il capoluogo Lombraña che conta 14 abitanti e dista 104 km da Santander, capoluogo della regione.
Nell'ultimo secolo l'andamento demografico è stato di continuo e graduale decremento passando dai 1 140 abitanti d'inizio secolo ai 263 del 2001 con 
una tendenza di diminuzione invariata. L'età media attuale della popolazione è di 52,1 anni indice evidente di notevole invecchiamento della popolazione. La suddivisione degli abitanti attivi secondo il settore d'impiego vede ancora un quarto della popolazione attiva dedicata all'agricoltura e all'elevamento principalmente dei bovini da carne, nonostante questo settore di attività abbia subito negli ultimi anni molti addetti in favore del settore terziario, soprattutto dei servizi al turismo, che è salito al 52$ del totale della popolazione attiva e fornisce i mezzi più alti all'economia locale. Per quanto riguarda l'industria ci si riferisce in maggioranza a persone che, risiedendo a Polaciones, svolgono il loro lavoro in imprese industriali di comuni vicini non esistendo alcuna industria di buone dimensioni nel comune di residenza.

## Storia
Nel territorio comunale esistono resti archeologici sufficienti per affermare che a partire dal periodo calcolitico erano presenti uomini nella zona come pure si hanno resti del periodo castrense e di quello romano. Le prime citazioni scritte di Polaciones si trovano in un atto donazione della chiesa di Santa Eufemia di Polaciones con le sue terre alla chiesa di Piasca nel 985. Polaciones fu quindi sempre sotto il dominio ecclesiastico fino a quando ne entrò i possesso la famiglia dei de la Vega con tutte le località della provincia di Liebana. Alla signoria dei de la Vega seguì quella dei Mendoza  che rimase fino al 1822 quando si formò il comune costituzionale di Polaciones con capoluogo Lombraña.

## Monumenti e luoghi d'interesse
Sono da segnalare il Centro Receptor del Ecomuseo Saja-Nansa, posto nella Casa del Arcobispo del XVIII secolo, il Castro de Santa Eulalia con resti di fortificazione del IX e X secolo, le chiese di San Sebastian in Lombraña di origine romanica modificata nei secoli XVI e XVII, della Nuestra Señora de la Sierra' in Salceda del XVI secolo, di San Mamés y San Cayetano in San Mamés del XVII secolo,
di San Cosme y San Damian del XVIII secolo in Uznayo dove si trova anche un Humilladero dello stesso secolo, le chiese di San Ignacio de Loyola di Tresabuela del XVIII secolo, della Nadividad de Nuestra Señora del XVIII secolo in Puente Pumar, la Chiesa Parrocchiale di San Mamés del XVII secolo, la Casa del conde Rabajo in Lambraña del XVIII secolo, la Casa de Puente in Puente Pumar del XVIII, la Casa Rectoral anch'essa in Puente Pumar del XVIII secolo, le tre Casas de los Coroneles del XVIII secolo in Lambraña, la Casa del Padre Francisco de Rabajo dichiarata bien de intéres cultural del XVIII secolo. Da segnalare anche tre pezzi megalitici di cui due con grafiti in Uznayo con una piccola cappella.

## Feste
Come in altri comuni della Cantabria nel mese di gennaio si svolge la festa carnevalesca della Vijanera , la cui tradizione si fa risalire ai Romani e che era stata proibita durante il regime franchista, ha ripreso vita dopo la morte di Francisco Franco. La più grande e più nota di tutte si effettua in Silio frazione del comune di Molledo.
la festa si svolge in Lambraña e si annuncia col suono delle campane inizia con i cosiddetti zamarracos, personaggi col viso tinto di nero e indossanti un costume e un cappello a cono che percorrono le vie del paese al suono dei sonagli per scacciare i cattivi spiriti. Prosegue con la masquerada, sfilata di molti personaggi in maschera come l'Oso (l'orso), la Madama, il Viejo, la Vieja, il Medico,   il Caballero ed altri, che improvvisano anche scenette come la morte dell'Oso simboleggiare la vittoria del bene sul male ed esprime il desiderio di buoni propositi per l'anno nuovo.
Altre feste si svolgono il terzo sabato di maggio, il 2 settembre dedicata a San Antolin, il 12 settembre, il 14 ottobre e il 15 novembre.